# Horn (diakritiskt tecken)
Horn (vietnamesiska dấu móc) är ett diakritiskt tecken som fästs vid det övre högra hörnet på bokstäverna o och u för att på så sätt skapa de vietnamesiska bokstäverna ơ och ư. I vietnamesiskan betraktas de som egna bokstäver (i likhet med å, ä och ö i svenska) och representerar orundade varianter av vokalerna o och u. Dessa bokstäver kan sedan kombineras med någon av vietnamesiskans fem tonmarkörer.
Bokstäverna ơ och ư används också vid transkribering av språk som skrivs med andra skriftsystem än det latinska, exempelvis ALA-LC-transkription av tai-kadaispråken thai och lao.
Tabellen visar de horn-försedda vietnamesiska vokalerna i kombination med olika tonmarkörer samt deras Unicode-kodpunkter.
| Ơ | U+01A0 | ơ | U+01A1 |
| Ờ | U+1EDC | ờ | U+1EDD |
| Ớ | U+1EDA | ớ | U+1EDB |
| Ở | U+1EDE | ở | U+1EDF |
| Ỡ | U+1EE0 | ỡ | U+1EE1 |
| Ợ | U+1EE2 | ợ | U+1EE3 |
| Ư | U+01AF | ư | U+01B0 |
| Ừ | U+1EEA | ừ | U+1EEB |
| Ứ | U+1EE8 | ứ | U+1EE9 |
| Ử | U+1EEC | ử | U+1EED |
| Ữ | U+1EEE | ữ | U+1EEF |
| Ự | U+1EF0 | ự | U+1EF1 |